# Moulton (Alabama)
Moulton é uma cidade localizada no estado americano do Alabama, no Condado de Lawrence.

## Demografia
Segundo o censo americano de 2000, a sua população era de 3260 habitantes.
Em 2006, foi estimada uma população de 3263, um aumento de 3 (0.1%).

## Geografia
De acordo com o United States Census Bureau, a localidade tem uma área de 15,3 km², sem área coberta por água. Moulton localiza-se a aproximadamente 191 m acima do nível do mar.

## Localidades na vizinhança
O diagrama seguinte representa as localidades num raio de 32 km ao redor de Moulton.